# John Dumelo
John Dumelo (3 de  febrero de 1984) es un actor ghanés de cine y televisión.

## Biografía
Dumelo nació en Ghana en 1984. Inició su carrera como actor en la década de 1990 en una película llamada Baby Thief y a partir de entonces apareció en una gran cantidad de producciones cinematográficas en su país. Su participación en The Maidens (2010) le valió una nominación en los Best of Nollywood Awards. En los Premios de la Academia del Cine Africano obtuvo dos nominaciones en las categorías de actor revelación y mejor actor de reparto por su desempeño en los filmes Heart of Men y A Private Storm respectivamente. En los Ghana Movie Awards logró un premio y una nominación en la categoría de mejor actor protagónico por su participación en Queen Latifa y A Northern Affair.

## Filmografía destacada
- 2020 - Unbreakable
- 2019 - The Perfect Picture - Ten Years Later
- 2019 - Jungle Justice
- 2019 - P over D
- 2019 - Hero
- 2018 - 40 and Single
- 2018 - Before the Vows
- 2016 - Of Sentimental Value
- 2015 - Rejected
- 2015 - Blood Type
- 2014 - Unconditional Love
- 2014 - A Northern Affair
- 2014 - Double-Cross
- 2014 - Love or Something Like That
- 2013 - End of the Will
- 2013 - End of the Will 2
- 2013 - The Will
- 2013 - The Will 2
- 2013 - One Night in Vegas
- 2013 - Tears for Breast Milk
- 2012 - Blackmoney
- 2012 - The Past Came Calling
- 2011 - A Better Tomorrow
- 2011 - A Better Tomorrow 2
- 2011 - Days of Gloom
- 2011 - Days of Gloom 2
- 2011 - End of Mirror of Life
- 2011 - End of Mirror of Life 2
- 2011 - Facebook Lovers
- 2011 - Facebook Lovers 2
- 2011 - Mirror of Life
- 2011 - Mirror of Life 2
- 2011 - Rain Drop
- 2011 - Ties That Bind
- 2011 - Adams Apples
- 2010 - 4 Play
- 2010 - 4 Play 2
- 2010 - 4 Play Reloaded
- 2010 - 4 Play Reloaded 2
- 2010 - 4 Play Reloaded 3
- 2010 - A Private Storm
- 2010 - A Private Storm 3
- 2010 - Chelsea
- 2010 - Chelsea 2
- 2010 - Chelsea 3
- 2010 - End of My Fantasy
- 2010 - End of My Fantasy 2
- 2010 - Love Alone
- 2010 - Love Alone 2
- 2010 - My Fantasy
- 2010 - My Fantasy 2
- 2010 - Power of a Kiss
- 2010 - Power of a Kiss 2
- 2010 - Secret Shadows
- 2010 - Secret Shadows 2
- 2010 - A Private Storm 2
- 2010 - Forever Young
- 2010 - Forever Young 2
- 2010 - Forever Young 3
- 2010 - The Game
- 2009 - Pirates of the Night
- 1991 - Baby Thief

## Premios y reconocimientos
| Año  | Premio                                                          | Categoría               | Película          | Resultado |
| ---- | --------------------------------------------------------------- | ----------------------- | ----------------- | --------- |
| 2010 | Best of Nollywood Awards                                        | Mejor actor protagónico | The Maidens       | Nominado  |
| 2010 | Premios de la Academia del Cine Africano                        | Mejor actor revelación  | Heart of Men      | Nominado  |
| 2011 | Afro Australian Movies and Music Awards                         | Mejor actor africano    |                   | Ganador   |
| 2011 | Premios de la Academia del Cine Africano                        | Mejor actor de reparto  | A Private Storm   | Nominado  |
| 2012 | Ghana Movie Awards                                              | Mejor actor protagónico | Queen Latifa      | Nominado  |
| 2013 | Ghana Movie Awards                                              | Mejor actor protagónico | A Northern Affair | Ganador   |
| 2017 | Panafrican Film and Television Festival of Ougadougou (FESPACO) | Mejor actor africano    | A Northern Affair | Ganador   |